# Beilschmiedia ugandensis
Beilschmiedia ugandensis là một loài thực vật thuộc họ Lauraceae. Loài này có ở Cộng hòa Dân chủ Congo, Sudan, Tanzania, và Uganda. Chúng hiện đang bị đe dọa vì mất môi trường sống.